# جيف سالازار
جيف سالازار (بالإنجليزية: Jeff Salazar)‏ هو لاعب كرة قاعدة أمريكي، ولد في 24 نوفمبر 1980 في أوكلاهوما سيتي في الولايات المتحدة.

## وصلات خارجية
- جيف سالازار على موقع دوري كرة القاعدة الرئيسي (الإنجليزية)
- جيف سالازار على موقعبيزبول رفرنس.كوم (الدوري الرئيسي) (الإنجليزية)
- جيف سالازار على موقعبيزبول رفرنس.كوم (الدوري الثانوي) (الإنجليزية)
- جيف سالازار على موقع إي إس بي إن.كوم (أم.أل.بي) (الإنجليزية)
- جيف سالازار على موقع مشجعي الرسوم البيانية (الإنجليزية)